# Histoire de la zoophilie
L'histoire de la zoophilie et de la bestialité commence à l'époque préhistorique, où les représentations d'humains et d'animaux dans un contexte sexuel apparaissent rarement dans l'art rupestre européen. 
La bestialité est restée un thème dans la mythologie et le folklore à travers la période classique et jusqu'au Moyen Âge (par exemple le mythe grec de Leda et le cygne) et plusieurs auteurs anciens ont prétendu le documenter comme une pratique régulière et acceptée — bien que généralement dans d'autres cultures.
L'interdiction légale explicite du contact sexuel humain avec les animaux est un héritage des religions abrahamiques : la Bible hébraïque impose la peine de mort à la personne et à l'animal impliqués dans un acte de bestialité. Il existe plusieurs exemples connus de l'Europe médiévale et plus encore moderne, aux XVIe et XVIIe siècles, de personnes exécutées pour avoir commis un acte de bestialité. Voir l'exemple du jeune Claude Colley en 1575 dans les Vosges. L'animal est aussi éliminé mais pas exécuté car n'ayant pas de conscience, il est irresponsable. Le droit n'est pas changé au XVIIIe siècle mais les poursuites ne sont plus aussi actives. Au XIXe siècle, la bestialité n'est plus un crime. Elle relève éventuellement des outrages aux mœurs si l'acte est vu. 
La bestialité reste illégale dans la plupart des pays. Les arguments utilisés pour justifier cela incluent : c'est contre la religion, c'est un « crime contre nature », et que les animaux non humains ne peuvent pas donner leur consentement et que les relations sexuelles avec des animaux sont intrinsèquement abusives. À l'instar de nombreuses paraphilies, Internet a fourni une plate-forme de connexion pour la communauté zoophile, qui a fait pression pour la reconnaissance de la zoophilie ou de la zoosexualité en tant que sexualité alternative, et a plaidé pour la légalisation de la bestialité.

## Préhistoire
Les représentations de l'activité sexuelle humaine avec des animaux apparaissent rarement dans l’art préhistorique. Peut-être la plus ancienne représentation, et le seul exemple connu du Paléolithique (avant la domestication des animaux), se trouve dans la Vale do Côa au Portugal. Il montre un homme avec un pénis exagéré et en érection juxtaposé à une chèvre. Cependant, il y a un doute que les deux figures sont contemporaines; tandis que la chèvre est représentée dans un style paléolithique caractéristique, la scène peut avoir été modifiée dans une période ultérieure avec l'insertion de la figure humaine.
À partir du néolithique, les images de zoophilie sont légèrement plus courantes. Des exemples se trouvent à Coren del Valento, une grotte dans le Val Camonica, en Italie, contenant de l'art rupestre datant de 10 000 ans avant notre ère jusqu'au Moyen Âge, l'un représentant un homme pénétrant un cheval, et Sagaholm, un cairn de l'âge du bronze dans Suède où plusieurs pétroglyphes ont été trouvés avec des scènes similaires.

## Vingtième siècle

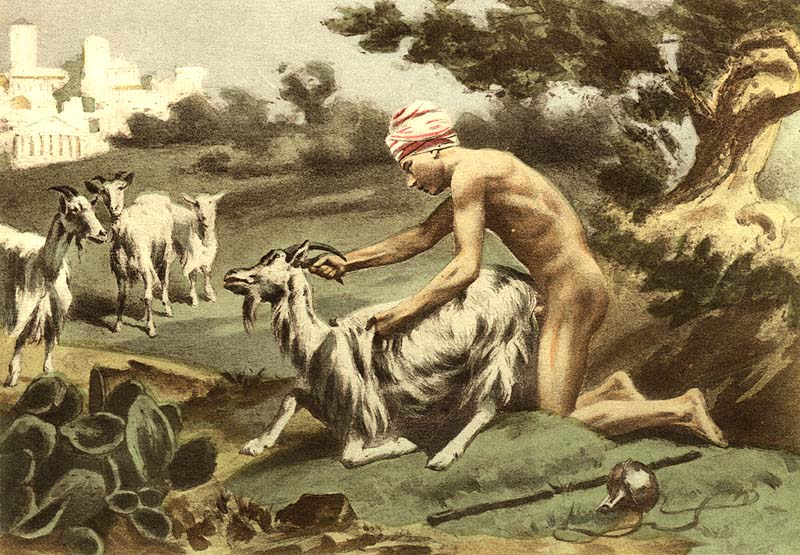
Planche XVII par Édouard-Henri Avril, De Figuris Veneris (1906).

Le 28 juin 1935, l'Allemagne nazie a promulgué une législation qui a créé une catégorie distincte dans le paragraphe 175 pour la « fornication avec des animaux » et a été sanctionnée par jusqu'à cinq ans de prison. En 1949, l'Allemagne de l'Est a été créée et le pays n'a jamais considéré la bestialité comme un délit pendant l'existence du pays. La zoophilie était exemptée de sanctions dans plus de 80 % des pays européens dans les années 1950.
Au cours du XXe siècle, la zoophilie a été légalisée dans l'Empire russe en 1903, au Danemark (y compris le Groenland et les îles Féroé) le 1er janvier 1933,, en Islande le 12 août 1940, en Suède en 1944, en République populaire hongroise en 1961, en Allemagne de l'Ouest en 1969, en Autriche en 1971, en Finlande le 15 janvier 1971,, et en Norvège le 21 avril 1972.

## Vingt-et-unième siècle
En 2003, la loi de 2003 sur les délits sexuels a abaissé la sanction pénale de la bestialité au Royaume-Uni de la prison à vie à deux ans de prison.
En 2006, le Conseil danois d'éthique animale a déclaré qu'il n'était pas nécessaire d'interdire la bestialité à moins qu'elle ne se produise dans des films pornographiques ou des émissions sexuelles. Un seul des 10 membres du conseil, mis en place par le ministère danois de la Justice pour établir et faire respecter l'éthique animale, voulait que la bestialité soit expressément interdite. Les autres membres ont déclaré que les lois actuelles assuraient une protection suffisante des animaux. Le Danemark a interdit la bestialité en 2015 après que tous les partis, à l'exception de l'Alliance libérale, ont voté en faveur d'une interdiction, laissant la Hongrie, la Finlande et la Roumanie comme les seuls pays de l'Union européenne sans interdiction de la bestialité. 
Au XXIe siècle, la zoophilie a été de nouveau criminalisée dans les pays ou territoires suivants : Iowa (illégal depuis 2001), Maine (illégal depuis 2001), Oregon (illégal depuis 2001), Illinois (illégal depuis le 1er janvier 2003),, Maryland (illégal depuis le 1er octobre 2002),, Dakota du Sud (illégal depuis le 1er juillet 2003),,, France (illégal depuis le 10 mars 2004 pour les animaux maintenus en captivité et dont on a la garde ou la responsabilité), Washington (illégal depuis le 7 juin 2006),, Arizona (illégal depuis le 21 septembre 2006),,, Belgique (illégal depuis le 11 mai 2007),,, Colorado (illégal depuis le 1er juillet 2007),,, Indiana (illégal depuis le 1er juillet 2007),, Tennessee (illégal depuis le 1er juillet 2007),, Pays-Bas (illégal depuis 2010), Norvège (illégal depuis le 1er janvier 2010), Alaska (illégal depuis le 13 septembre 2010),, Territoire de la capitale australienne (illégal depuis 2011), Floride (illégal depuis le 1er octobre 2011),,, Allemagne (illégal depuis 2013), Suède (illégal depuis le 1er janvier 2014), et au Danemark (illégal depuis avril 2015).
Lorsque l'Allemagne a adopté une loi interdisant la zoophilie en 2013, la communauté zoophile a protesté et intenté une action contre le gouvernement, affirmant que la loi violait ses droits. Quelques mois plus tard, ZETA, un groupe allemand de défense des droits des zoophiles, a organisé une marche qui traverserait la rue de Berlin.